# دهستان (افغانستان)
دهستان یک منطقهٔ مسکونی در افغانستان است که در ولایت بادغیس واقع شده‌است.